# USS Percival (DD-298)
USS Percival (DD-298) – amerykański niszczyciel typu Clemson będący w służbie United States Navy w okresie po I wojnie światowej. Patronem okrętu był John Percival.
Okręt został zwodowany 5 grudnia 1918 w stoczni Bethlehem Shipbuilding Corporation w San Francisco, matką chrzestną była Eleanor Wartsbaugh. Jednostka weszła do służby 1 marca 1920, pierwszym dowódcą został Commander Raymond A. Spruance, który w czasie II wojny światowej był jednym z najwyższych rangą oficerów floty amerykańskiej (był. m.in. dowódcą 5 Floty).
Po zakończeniu prób w rejonie Kalifornii, "Percival" zgłosił się do służby w 4 Eskadrze 5 Flotyllli Sił Niszczycieli i Krążowników Floty Pacyfiku (ang. Squadron 4 Flotilla 5 of the Cruiser Destroyer Force Pacific) i bazował w San Diego. 8 września 1923 okręt był zaangażowany w wypadek w rejonie Honda Point. Kilka dni później został okrętem flagowym 11 Eskadry i wziął udział w dorocznym przydziale w pacyficznej Battle Fleet w ramach zimowych manewrów. 
"Percival" został wycofany ze służby 26 kwietnia 1930 i zezłomowany w 1931.